# Conde de Viana do Alentejo

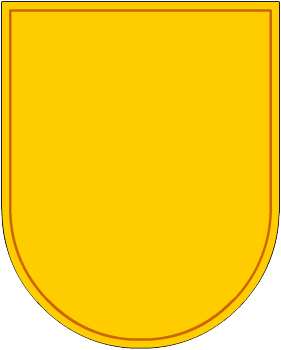
Armas de D. João Afonso Telo de Meneses, 1.º Conde de Viana (do Alentejo)

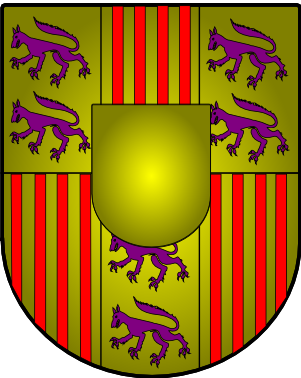
Armas do 2.º, 3.º e 4.º Condes de Viana (do Alentejo)

Conde de Viana (do Alentejo) foi um título nobiliárquico atribuído a D. João Afonso Telo de Meneses, filho do 1º Conde de Ourém e primo direito da rainha Leonor Teles de Meneses, por carta de D. Fernando I datada de 19 de Março de 1373.

## Lista dos Condes de Viana (do Alentejo)
1. D. João Afonso Telo de Meneses, (c. 1330-1384)
2. D. Pedro de Meneses (c.1370-1437), filho do anterior, foi também 1.º Conde de Vila Real
3. D. Duarte de Meneses (1414-1464), filho natural legitimado do anterior, foi também 2.º Conde de Viana (da Foz do Lima)
4. D. Henrique de Meneses (c.1450- ? ), filho do anterior, foi também 3.º Conde de Viana (da Foz do Lima) e 1.º Conde de Loulé